# Nemestrinoidea
Nemestrinoidea (лат.) — небольшое монофилетическое надсемейство двукрылых насекомых, насчитывающее 3 семейства мух, чьи отношения с другими Brachycera неясны; иногда их относят к Tabanomorpha, а не к Asilomorpha. В настоящее время считается, что они являются сестринским таксоном для Asiloidea. В группу входят два очень небольших сохранившихся семейства, шаровки (Acroceridae) и длиннохоботницы (Nemestrinidae), которые встречаются по всему миру, но содержат лишь небольшое количество редких видов. Одно вымершее семейство, Rhagionemestriidae, также включено в Nemestrinoidea.

## Экология и местообитания
Эти двукрылые являются паразитоидами. Представители Acroceridae нападают на пауков, а Nemestrinidae обычно нападают на прямокрылых и жуков.

## Систематика
Это надсемейство чаще включают в инфраотряд Tabanomorpha.
- Acroceridae
- Nemestrinidae
- †Rhagionemestriidae